# Asestra lineata
Asestra lineata är en fjärilsart som beskrevs av W. Warren 1906. Asestra lineata ingår i släktet Asestra och familjen mätare. Inga underarter finns listade i Catalogue of Life.